# Monastère de Mažići
Le monastère de Mažići (en serbe cyrillique : Манастир Мажићи ; en serbe latin : Manastir Mažići) est un monastère orthodoxe serbe situé à Mažići, dans le district de Zlatibor et dans la municipalité de Priboj en Serbie. Il est inscrit sur la liste des monuments culturels de grande importance de la République de Serbie (identifiant no SK 671).
Le monastère et son église sont dédiés à saint Georges,.

## Présentation
Le monastère, connu aussi sous le nom de « monastère d'Orahovica » ou de « monastère d'Orehovica », se trouve à 14 km au sud-est de Priboj, sur la rive gauche de la rivière Lim,. Les fouilles archéologiques effectuées sur le site ont permis de mettre au jour un tumulus préhistorique remontant à l'âge du bronze, des tombes romaines et les fondations d'une église avec une nécropole remontant à une période comprise entre le IXe siècle et le XIe siècle.

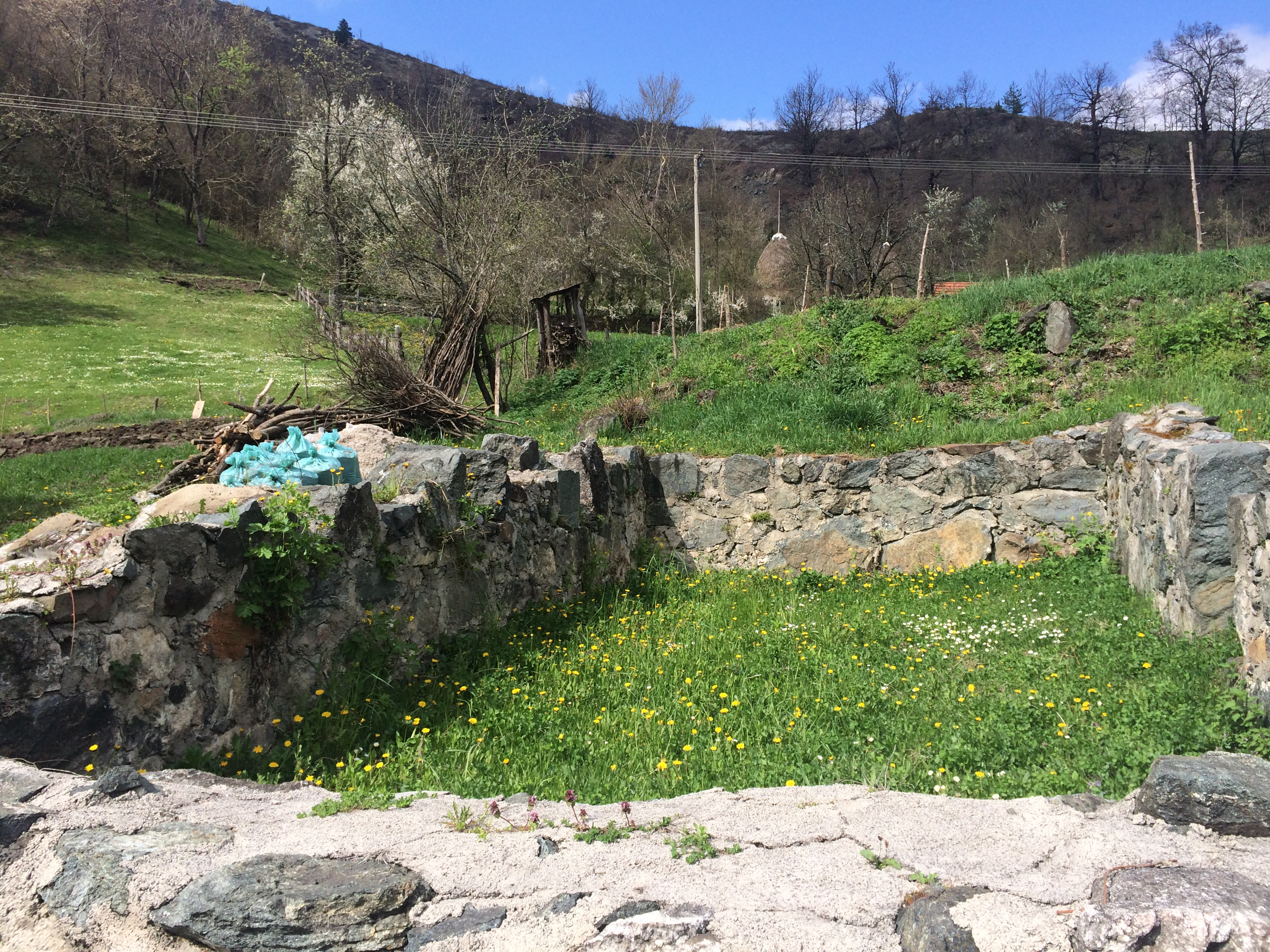
Ruines
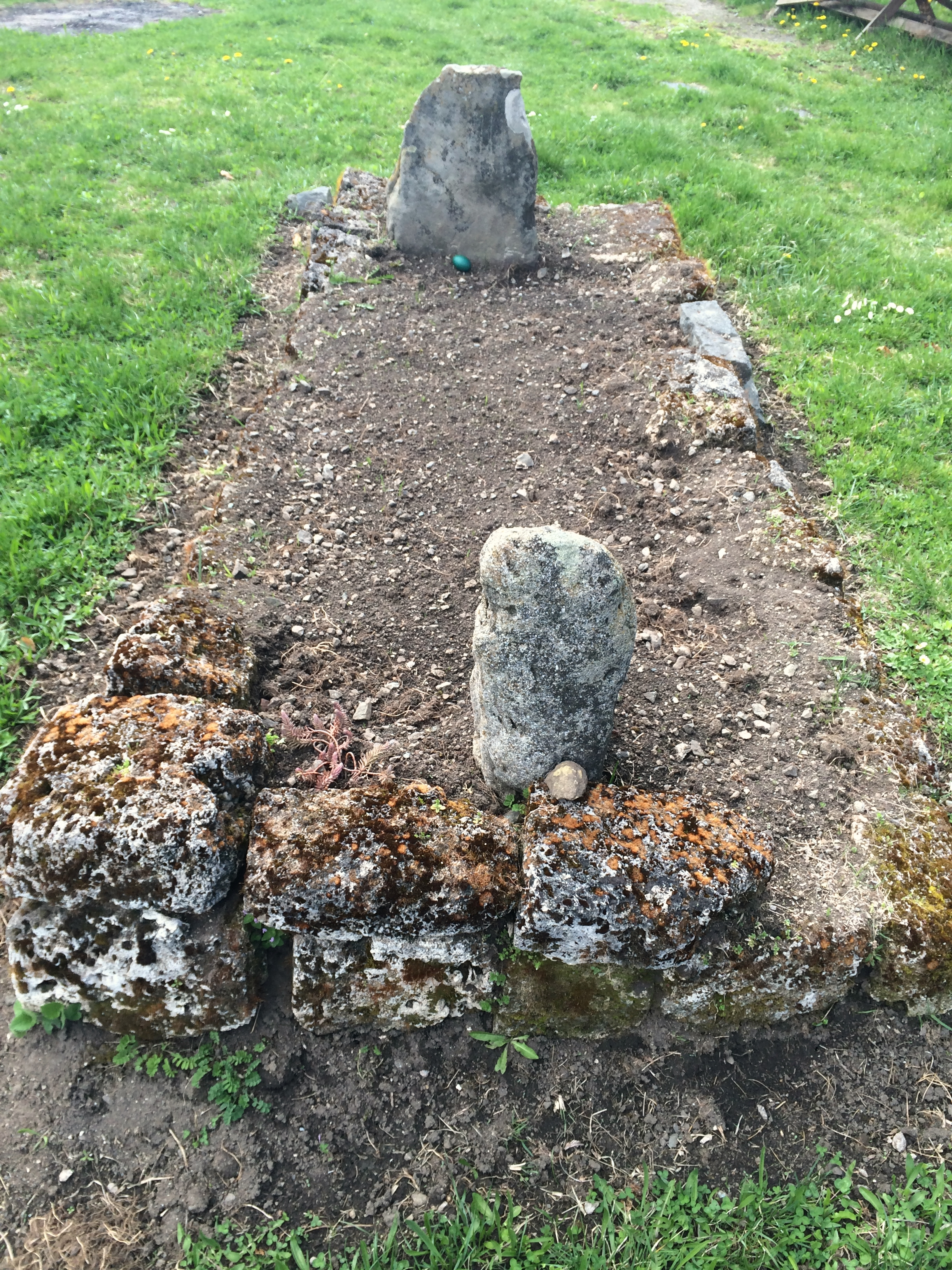
Tombe ancienne

## Historique
Le monastère a probablement été fondé à la fin du XIIe siècle, à l'époque de Stefan Nemanja, et est mentionné pour la première fois au XIIIe siècle dans le Typikon de Studenica, écrit en 1208 par saint Sava et les moines du monastère de Studenica.

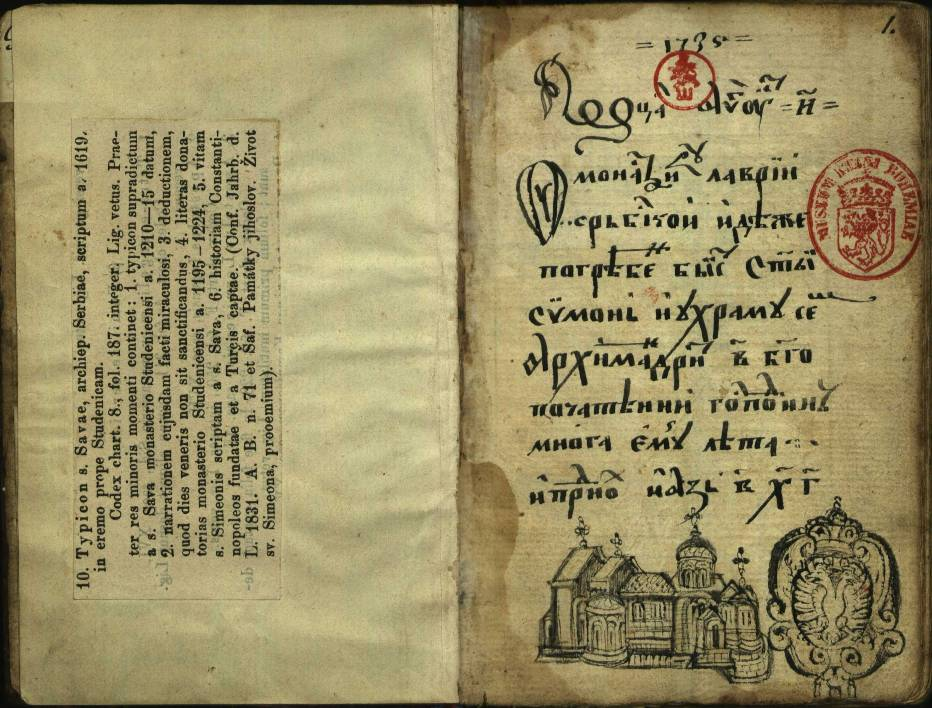
Le Typikon de Studenica

Le monastère a été plusieurs fois détruit et reconstruit. La première reconstruction de l'église Saint-Georges remonte à l'archevêque Danilo II, à l'époque du roi serbe Stefan Milutin. De nouveau détruit en 1667, il a été reconstruit en 1683 puis a été abandonné au début du XVIIIe siècle.
Des fouilles effectuées de 1999 à 2001 ont mis en évidence les ruines de l'ancienne église Saint-Georges, celles d'un konak, d'une salle à manger, de sous-sols et d'un hôpital,, avec des instruments chirurgicaux remontant au roi Milutin.

## Église Saint-Georges
L'église Saint-Georges, qui remonte au roi Milutin, s'inscrit dans un plan rectangulaire. Elle est constituée d'une nef unique prolongée par une abside demi-circulaire ; elle mesure 15 m de long sur 6 m de large ; elle est dotée d'un narthex carré construit ultérieurement. Ses murs d'origine, conservés jusqu'à une hauteur de 2 m, sont en pierre de taille sans trace de mortier. À l'origine, la nef était probablement surmontée en son centre d'une coupole reposant sur quatre piliers. Au début du XXIe siècle, l'église a été reconstruite sous la direction de l'Institut pour la protection du patrimoine de la République de Serbie sur les ruines de l'ancien édifice.

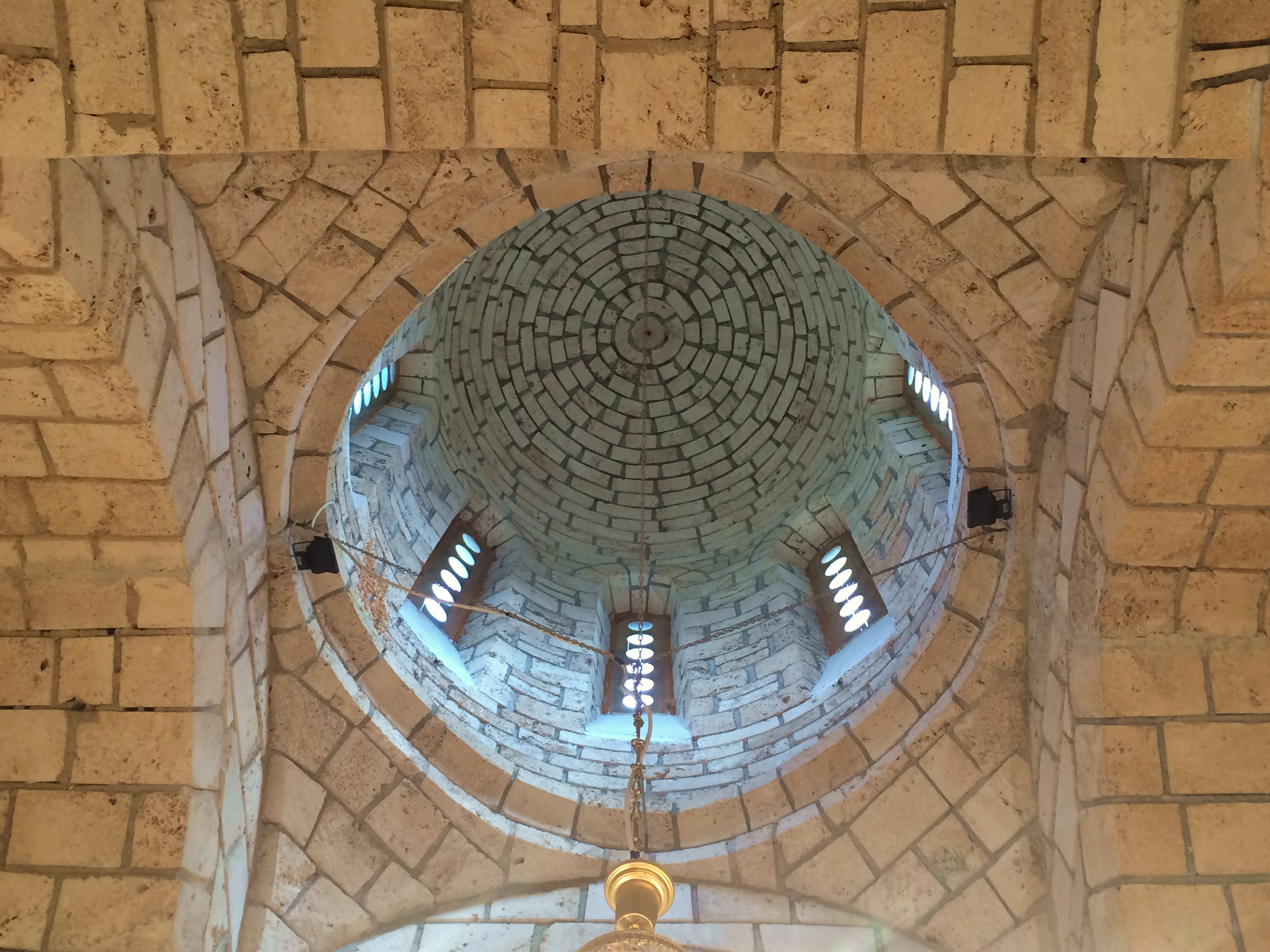
La nouvelle coupole de l'église Saint-Georges